# آرتور هیل کرتیس
آرتور هیل کرتیس (انگلیسی: Arthur Hale Curtis؛ ‏ ۲۰ مهٔ ۱۸۸۱ – ۱۳ نوامبر ۱۹۵۵) پزشک زنان و زایمان، بازیکن و سرمربی فوتبال آمریکایی اهل ایالات متحده آمریکا بود.
وی سرمربی تیم فوتبال آمریکایی دانشگاه کانزاس در سال ۱۹۰۲ و دانشگاه ویسکانسین-مدیسن در سال‌های ۱۹۰۴–۱۹۰۳ بود. وی در سال ۱۹۵۵ بر اثر سکته قلبی درگذشت.